# Вражичи (община Соколац)
Вражичи (на сръбски: Вражићи) е село в Босна и Херцеговина, разположено в община Соколац, в ентитета на Република Сръбска. Намира се на 933 метра надморска височина. Населението му според преброяването през 2013 г. е 80 души, от тях: 80 (100 %) сърби.

## Население
Численост на населението според преброяванията през годините:
- 1961 – 193 души
- 1971 – 155 души
- 1981 – 115 души
- 1991 – 96 души
- 2013 – 80 души